# Ultimul cartuș
Ultimul cartuș este un film polițist românesc din 1973, regizat de Sergiu Nicolaescu. Acest film continuă acțiunea din filmul Cu mîinile curate (1972). Rolurile principale sunt interpretate de Ilarion Ciobanu, George Constantin, Amza Pellea, Sebastian Papaiani, Marga Barbu, Ion Besoiu, Colea Răutu și Jean Constantin.
Acest film prezintă răzbunarea morții comisarului Miclovan (Sergiu Nicolaescu) de către comisarul Roman (Ilarion Ciobanu) în perioada anilor 1945-1946. Pe la mijlocul său, filmul se transformă rapid dintr-un film de acțiune cu gangsteri într-un film de spionaj cu implicații politice. La finalul filmului, comisarul Roman reușește să-l împuște pe anticarul Constantin Semaca (George Constantin), liderul grupărilor de crimă organizată din Bucureștiul de după cel de-al Doilea Război Mondial și persoana vinovată de moartea comisarului Miclovan.
El se află pe locul 24 în topul celor mai vizionate film românești din toate timpurile după cum atestă un comunicat din 2006 al Uniunii Autorilor și Realizatorilor de Film din România.

## Rezumat
Filmul începe cu prezentarea schimburilor de focuri între comisarul Miclovan (Sergiu Nicolaescu) și oamenii anticarului Constantin Semaca (George Constantin) din filmul Cu mîinile curate, terminându-se cu moartea comisarului Miclovan și arestarea lui Semaca de către comisarul Roman (Ilarion Ciobanu). La moartea lui Miclovan, Roman îi ia ultimul cartuș aflat în revolverul Smith & Wesson.
În decembrie 1945, Constantin Semaca este judecat de tribunal și achitat din lipsă de probe, fiind apoi pus în libertate, așa cum prevăzuse anterior Miclovan. Anticarul se justifică apropiaților săi că, în timp ce-și inspecta una dintre magazii, a nimerit întâmplător în mijlocul unei lupte între gangsteri și comisarul Miclovan, iar sosirea comisarului Roman i-ar fi salvat astfel viața. Mâhnit, Roman se duce la mormântul lui Miclovan din cimitir și îi spune că a avut dreptate, dar că îl roagă să mai aibă puțină răbdare și îi va pedepsi pe ucigașii lui.
Atacurile bandelor înarmate continuă în București, iar Roman reușește să anihileze o bandă de gangsteri care jefuia trenurile care transportau alimente și îmbrăcăminte spre zonele afectate de război din Moldova. Între timp, în oraș au loc manifestații muncitorești, iar o manifestație autorizată legal a Frontului Unic Muncitoresc din care făceau parte muncitori de la uzina Wolff (unde lucrase anterior Roman) este înăbușită în sânge de câțiva oameni ai lui Semaca deghizați în polițiști și conduși de Bănică (Colea Răutu), aceștia intrând cu mașinile în mulțime și trăgând cu mitralierele în manifestanți. Roman primește de la secretarul de partid (Ion Besoiu) sarcina de a-i prinde pe cei care au tras în manifestanți. Între timp, comisarul supraviețuiește unei încercări de asasinat săvârșite de Floacă zis Stampă (Jean Constantin), un ucigaș țigan din Brăila care fusese angajat de Bănică la cererea lui Semaca.
În seara de Crăciun, Roman îl arestează pe moșierul Jean Semaca (Amza Pellea), fratele anticarului, la conacul acestuia din Crăciunești, după ce-i găsise un depozit de arme în grajd. Această informație i-a fost furnizată comisarului de Ilie Oarcă (Sebastian Papaiani), fratele fostului coleg de celulă a lui Roman și argat la moșia lui Jean Semaca. În aceeași seară, comisarul face o descindere în barul Ritz, unde fuseseră văzuți trei dintre bandiții care se deghizaseră în polițiști și trăseseră în manifestanți. Neavând suficienți polițiști, el înarmează 50 de muncitori și intră în bar, iscându-se o bătaie generală în timpul căreia cei trei bandiți fug. Aceștia din urmă se refugiază în căminul de copii al CFR Grivița, dar Roman reușește să-i prindă și să-i aresteze.
Într-una din zilele următoare, Roman este adus la sediul Siguranței Statului, unde fostul ilegalist Drăgan (Ernest Maftei) îi spune că a primit ordin să-l aresteze pentru că și-a depășit atribuțiile, arestându-l pe Jean Semaca, complicând astfel foarte grav o acțiune a Siguranței de combatere a unei rețele de spionaj. Semaca întreținea relații cu un maior din Comisia Aliată de Control (Mircea Anghelescu), iar arestarea sa a stricat socotelile celor de la Siguranță, obligându-i să-l pună în libertate. Prin urmărirea lui Semaca s-a descoperit o relație curioasă cu o mănăstire în care erau adăpostiți călugări refugiați de la mănăstirile arse din Moldova și Transilvania. Comisarii Siguranței bănuiau că în mănăstire se afla ascuns Reisenauer, specialist în probleme românești al serviciilor de spionaj germane.
În martie 1946, deghizat în călugăr care provenea de la mănăstirea Pustnicu, care arsese în 1944 în urma unui bombardament și din care nu mai supraviețuise niciun călugăr, Roman primește sarcina de a-l identifica pe Reisenauer printre călugării de la mănăstirea unde se adunaseră călugării refugiați. Mănăstirea fiind în reparații, printre zidarii care lucrau acolo se angajează și Oarcă, cu scopul de a servi ca om de legătură între fratele Avacum (numele sub acoperire al lui Roman) și organele de poliție. Roman îi descoperă acolo printre călugări pe Rică și Flecu, doi oameni ai lui Semaca care participaseră la jefuirea magazinului de bijuterii Lembert. Arestați, cei doi fac mărturisiri complete cu privire la implicarea lui Constantin Semaca în jaful armat.
Jean Semaca, important binefăcător al așezământului, sosește într-una din zile la mănăstire pentru a participa la o vânătoare de dropii. În îmbulzeala iscată cu acest prilej, fratele Serapion vrea să fugă cu o mașină, cu ajutorul unui zidar. Oarcă își dă seama că zidarul era de fapt maiorul de la Comisia Aliată de Control, iar Roman îl identifică pe Reisenauer în persoana falsului monah. Roman și Oarcă pornesc cu o altă mașină în urmărirea celor doi, reușind să-i prindă și să-i aresteze. Maiorul străin este eliberat după ce furnizează informațiile dorite de Siguranța Statului. Astfel, comisarul primește sarcina de a-i aresta pe Jean Semaca (acuzat de spionaj) și pe Constantin Semaca (acuzat de crimă și jaf armat asupra magazinului de bijuterii Lembert).
Cei doi frați sunt găsiți la bordelul madamei Evelyne. După ce eșuează în încercarea de a-l mitui pe Roman, Constantin Semaca îl dezarmează pe comisar și încearcă să-l împuște pe la spate. Roman scoate rapid pistolul în care se afla ultimul cartuș al lui Miclovan și-l împușcă pe Semaca. Apoi, comisarul se duce la mormântul lui Miclovan și depune acolo cartușul golit de glonte. În acel moment, lui Roman i se pare că-l vede pe Miclovan lângă mormânt, salutându-l, apoi comisarul se întoarce către camera de filmat și spune: „Am și eu sensibilitățile mele.”

## Distribuție
- Ilarion Ciobanu — comisarul-șef de poliție Mihai Roman, fost ilegalist comunist
- George Constantin — anticarul Constantin Semaca
- Amza Pellea — moșierul Jean Semaca, fratele anticarului
- Sebastian Papaiani — Ilie Oarcă, fratele lui Fane Oarcă
- Marga Barbu — doamna Semaca, soția moșierului Jean
- Ion Besoiu — secretarul de partid
- Colea Răutu — Bănică, bandit aflat în slujba lui Semaca
- Jean Constantin — ucigașul Floacă zis Stampă
- Nineta Gusti — doamna Evelyne, patroana bordelului
- Carmen Maria Strujac — o doamnă din anturajul lui Semaca (menționată Carmen Strujac)
- Mitzura Arghezi — o doamnă din anturajul lui Semaca
- Ernest Maftei — comisarul-șef Drăgan de la Siguranță, fost ilegalist comunist
- Constantin Brezeanu — maior român
- Florin Scărlătescu — soțul patroanei bordelului
- Gheorghe Pătru
- Stelian Cremenciuc — inspector de poliție
- Marcel Hârjoghe (menționat Marcel Hîrjoghe)
- Pierre Gherase
- Matei Alexandru — fratele Serapion (spionul german Reisenauer)
- Mircea Anghelescu — maiorul din Comisia Aliată de Control
- Tudorel Popa — părintele econom Onufrie
- Costache Diamandi — starețul mănăstirii
- Vasile Ichim
- Sergiu Demetriad
- Ion Bog — călugăr
- Dumitru Honciuc
- Sabin Făgărășanu
- Victor Mavrodineanu — activist comunist
- Dinu Gherasim — comisar de poliție
- Ion Nuni Anestin — banditul Pavel de la orfelinat (menționat Ion Anestin)
- Sever Plocon — activist comunist
- Adrian Ștefănescu — banditul Rică
- Dumitru Crăciun — banditul Flecu
- Teodor Stavru — bandit ce jefuia trenuri
- Mircea Cosma — comisar de poliție
- Sergiu Nicolaescu — comisarul Tudor Miclovan (nemenționat)
- Gheorghe Dinică — gangsterul Lăscărică, antreprenor de pompe funebre (nemenționat)

## Legături întreCu mîinile curateșiUltimul cartuș
Inițial, cele două filme urmau a fi legate unul de celălalt doar prin personajul comisarului Roman (interpretat de Ilarion Ciobanu). Comisarul Miclovan nu trebuia să mai apară în al doilea film din serie, rolul său încheindu-se la finalul filmului Cu mîinile curate. Modificarea semnificativă a scenariului ca urmare a schimbării regizorului (Iulian Mihu trebuia să regizeze inițial filmul, dar el a fost înlocuit în timpul filmărilor cu Sergiu Nicolaescu) a determinat schimbarea subiectului principal, a acțiunii și a unor personaje lor.
Ultimul cartuș a devenit astfel un film în care comisarul Roman răzbună moartea lui Miclovan. La începutul filmului au fost inserate secvențele înfruntării finale din Cu mîinile curate. Filmul continuă apoi cu procesul și achitarea lui Semaca, iar Roman se duce apoi în cimitir la mormântul comisarului Miclovan, având în mână ultimul cartuș pe care-l scosese din pistol în filmul anterior. Pe crucea de lemn pusă pe mormânt se află fotografia comisarului și următoarea inscripție: „Tudor Miclovan, mort la datorie, 1910-1945”.
Pentru a lega acțiunea din Ultimul cartuș de cea a filmului Cu mîinile curate sunt introduse câteva personaje insolite care au legături cu cele din primul film, fără a fi menționate acolo. Luptătorul anticomunist care avea lăzi cu arme la moșie este Jean Semaca, fratele anticarului Constantin Semaca. Acesta are relații cu militarii din Comisia Aliată de Control și pregătește o lovitură de stat cu ajutorul unei grupări paramilitare. Printre argații săi se află și Ilie Oarcă, fratele lui Ștefan Oarcă (din Cu mîinile curate), fostul coleg de celulă și colaborator al lui Roman. Acesta fusese ucis însă în primul film și nu mai putea apărea aici așa că s-a apelat la inventarea unui frate al acestuia, care să preia rolul de ajutor civil al comisarului. Ambii frați au fost interpretați de actorul Sebastian Papaiani.
De asemenea, doi participanți la jefuirea magazinului de bijuterii Lembert sunt găsiți întâmplător de Roman ascunși la mănăstirea unde el se dusese pentru a căuta un spion străin. Ei sunt siliți să mărturisească implicarea lui Constantin Semaca în acea acțiune, iar astfel se obține dovada necesară pentru emiterea mandatului de arestare a anticarului.

## Producție

### Seria proiectată
Filmul Cu mîinile curate (1972) urma să facă parte dintr-o serie de trei filme (Cu mîinile curate, Panică la mănăstire și Conspirația) programate a fi realizate în lunile următoare, în paralel, de regizorii Sergiu Nicolaescu, Iulian Mihu și Manole Marcus. Aceste filme trebuiau să refacă imaginea Securității, care fusese șifonată după dezvăluirea complicității ei la abuzurile din perioada instaurării regimului comunist în România. Mitul rolului pozitiv al Securității și Miliției urma a fi refăcut printr-o serie de filme cu gangsteri și cu justițiari polițiști. Majoritatea filmelor din această serie au fost realizate în colaborare cu Ministerul de Interne.
Succesul la public al filmului Cu mîinile curate (1972) și al comisarului Miclovan l-a determinat pe regizorul Sergiu Nicolaescu să-i ceară scriitorului Titus Popovici să reînvie personajul, dar scenaristul nu a fost de acord.

### Prima versiune
Scriitorii Titus Popovici și Petre Sălcudeanu au scris scenariul unui film intitulat inițial Panică la mănăstire, în care apărea numai comisarul comunist Mihai Roman. Acest film urma să fie o verigă de legătură între Cu mîinile curate și filmele realizate de Manole Marcus care prezentau urmărirea de către comisarul Roman a luptătorilor anticomuniști (considerați „elemente dușmănoase”) ascunși în munți. În acest context, comisarul Miclovan avea doar rolul de mentor al comisarului comunist, prezența sa nemaifiind necesară deoarece, deși apolitic, el era considerat ca aparținând ca mod de acțiune vechii orânduiri politice care urma a fi destrămată.
Noul film, în care apărea doar comisarul Roman fără a se face nicio referire la Miclovan, urma a fi regizat de Iulian Mihu. Filmul a intrat în faza de producție la 5 iunie 1972, având titlul de lucru Panică la mănăstire și ca interpreți ai rolurilor principale pe Ilarion Ciobanu, Cornel Patrichi, Emanoil Petruț, Gina Patrichi, Ernest Maftei și Violeta Andrei, decorurile fiind realizate de Radu Boruzescu, iar costumele de Miruna Boruzescu. Dintre actori, doar Ilarion Ciobanu (comisarul Roman) și Emanoil Petruț (secretarul de partid) mai apăruseră în primul film, ceilalți urmând să interpreteze personaje noi. O primă etapă de filmări a avut loc în toamna anului 1972 la Sighișoara, cheltuindu-se 1 milion lei din devizul total de 3 milioane.
Nefiind mulțumit de ideile lui Mihu, scenaristul Titus Popovici, membru al Comitetului Central al Partidului Comunist Român, a obținut înlocuirea lui cu Sergiu Nicolaescu, care realizase filmul Cu mîinile curate. Prin Decizia Consiliului de Stat pentru Cultură și Artă (C.S.C.A.) din 14 octombrie 1972, semnată de vicepreședintele Dumitru Ghișe, s-a realizat înlocuirea, începând cu 16 octombrie, a regizorului Iulian Mihu cu regizorul Sergiu Nicolaescu, care urma să continue activitatea de realizare a filmului în cadrul devizului aprobat. Sergiu Nicolaescu a afirmat următoarele: „Mihu era un mare regizor, foarte original, fără a căuta originalitatea cu orice preț, cu un umor special pe care nu vroiau să-l înțeleagă.”  Regizorul realiza în paralel și filmul Nemuritorii, el promițând să termine ambele filme până în aprilie 1973, după cum este consemnat în articolul „Două filme în patru luni” din revista Cinema (nr. 2/1973).
Motivul alegerii lui Nicolaescu ca înlocuitor al lui Mihu îl constituia experiența dobândită de primul la filmul anterior din serie, succesul la public (și implicit impactul mesajului propagandistic) nefiind nici el un aspect de neglijat.

### Versiunea nouă
Filmul a fost realizat în studiourile Centrului de Producție Cinematografică București, în colaborare cu Ministerul de Interne, acest lucru fiind menționat pe genericul de început. La realizarea filmului a colaborat pe post de consilier căpitanul de securitate Mircea Gîndilă. Regizorul Sergiu Nicolaescu a schimbat foarte mult scenariul pentru a-l face să fie o continuare a primului film, precum și titlul filmului în cel de Ultimul cartuș. El a renunțat la o parte din actori (Cornel Patrichi, Gina Patrichi și Violeta Andrei) și a încredințat altor specialiști realizarea decorurilor (Marcel Bogos) și a costumelor (Oltea Ionescu).
Ca urmare a modificării scenariului, subiectul noului film a devenit răzbunarea lui Miclovan de către comisarul Roman și încheierea conturilor cu anticarul Constantin Semaca. Acțiunea principală din scenariul inițial, urmărirea unui spion german ascuns la o mănăstire din România, a devenit în noua versiune doar o acțiune secundară, un „film în film” (după cum îl denumea Călin Căliman). Viața monahală a fost denigrată de scenariști, fiind prezentate câteva aspecte particulare încărcate de umor: o parte din călugări sunt curvari (au țiitoare în sat sau au poze obscene pe pereții chiliei), unii sunt bețivi, fumează sau mănâncă pe ascuns carne în timpul postului, alții sunt pur și simplu infractori ascunși de autorități.
Filmările au reînceput la 14 ianuarie 1973, la București (la o temperatură de -14 °C ), încheindu-se în aprilie 1973, cu scena spectaculoasă de urmărire de mașini din Cheile Bicazului. Secvențele care prezintă luptele armate între polițiști și banda ce jefuia trenurile cu alimente și îmbrăcăminte destinate Moldovei au fost filmate în triajul Gării de Nord, timp de șapte nopți, la o temperatură de -23 °C.
Decorurile realizate de arhitectul scenograf Marcel Bogos au reușit să recreeze atmosfera Bucureștiului interbelic, ele fiind considerate de specialiști ca fiind de o mare inventivitate. Cadrele filmate de operatorul Alexandru David au creat și întreținut o atmosferă dinamică și alertă nu numai prin ritmul evoluției acțiunii, ci și prin focalizarea pe evoluția interioară a personajelor.
Scenele de masă au fost realizate cu concursul muncitorilor de la Uzina Vulcan. Au dansat Marica Negrea și Tudose Martinică, coreografia fiind realizată de Adriana Dumitrescu. Cântecul „Nu mai sînt cum am fost” a fost compus de Temistocle Popa. Cheltuielile de producție s-au ridicat la 4.480.000 lei.

### Opinia regizorului
În interviul acordat lui Mircea Alexandrescu în 1973, regizorul își descria astfel filmele Cu mîinile curate și Ultimul cartuș: „[...] consider ambele filme o frescă sau poate o parte a unei largi fresce despre o perioadă foarte dinamică și semnificativă din viața societății noastre, perioada imediat următoare războiului. Țin să precizez de la bun început că eu consider aceste două filme ca filme sociale, transpuse în bună măsură într-o formulă de film polițist. Ba chiar aș prefera decât să-l numesc polițist, să-i spun un film de luptă împotriva gangsterilor, considerându-i pe aceștia nu numai ca pe niște răufăcători ordinari, ci și expresia unor uneltiri politice. Avem deci de a face în cazul «Ultimului cartuș» (de fapt același lucru se poate spune despre «Cu mîinile curate») cu un film în formă polițistă, dar cu un dominant caracter social-politic”.

## Continuări
Ulterior, scenaristul Titus Popovici a realizat în colaborare cu regizorul Manole Marcus alte trei filme care-l au ca protagonist pe comisarul Roman.

## Recepție
Premiera filmului a avut loc la 28 mai 1973. Filmul Ultimul cartuș a avut parte de un mare succes de public la cinematografele din România, fiind vizionat de 5.521.968 de spectatori, după cum atestă o situație a numărului de spectatori înregistrat de filmele românești de la data premierei și până la data de 31.12.2007 alcătuită de Centrul Național al Cinematografiei. El se află pe locul 24 în topul celor mai vizionate film românești din toate timpurile după cum atestă un comunicat din 2006 al Uniunii Autorilor și Realizatorilor de Film din România.
Filmul a avut un mare succes în Uniunea Sovietică, unde a avut premiera la 26 iunie 1975. El a fost vizionat de 26 de milioane de telespectatori sovietici.
Scriitorul Romulus Rusan a lăudat scenariul filmului care-i oferă regizorului o mare libertate de acțiune, permițându-i să elimine timpii morți. Cadrele citadine sunt considerate a fi pline de ritm, cu acțiuni cursive și bine realizate, în timp ce cadrele rurale statice (episodul de la mănăstire sau cel de la conacul Semaca) sunt mai puțin reușite, cu rezultate „neconcludente, mimate de șarjă sau de livresc”.
În articolul „Un regizor a cărui nobilă ambiție este autodepășirea: Sergiu Nicolaescu un poet al «incoruptibililor»” publicat în martie 1974 în revista Cinema, criticul Călin Căliman afirma că filmul conține scene de „dinamism și ritm, clipe de suspens, pasaje spectaculoase, pete de culoare, clipe de destindere, abur de lirism”. El considera că filmele Cu mîinile curate și Ultimul cartuș îl reprezintă cel mai bine pe regizorul Sergiu Nicolaescu. În „Istoria filmului românesc (1897-2000)” (Ed. Fundației Culturale Române, București, 2000), același critic scria că Ultimul cartuș este inferior filmului Cu mîinile curate, având o rigoare compozițională mai mică decât cea a filmului anterior («filmul din film» cu acțiunea de la mănăstire i se pare că provine dintr-un alt film), mizând excesiv pe efecte pirotehnice și folosind mijloace artistice mai puțin convingătoare pentru obținerea efectelor dorite. Ultimul cartuș era apreciat ca un film atractiv pentru public, dar insuficient legat de primul film din serie.
Criticul Tudor Caranfil a dat filmului două stele din cinci și a făcut următorul comentariu: „Bande teroriste îngrozesc Bucureștiul postbelic prădând trenurile. Deghizat în călugăr, comisarul Roman se adăpostește într-o mănăstire izolată în care Semaca și-a ascuns și el complicii. Continuare a seriei de istorie criminalistă, de astă dată în afara Bucureștilor, urmărindu-l, în absența faimosului comisar Miclovan, pe cel mai bun discipol al acestuia. Expediat la mănăstire, acesta concentrează, în jurul său, pe lângă prilej de pitoresc turistic la Cheile Bicazului, și una dintre cele mai neconvingătoare confruntări între bine și rău filmate vreodată la noi. Afluxul publicului scade, de la 7 milioane la 5.500.000.” 
Jurnalistul Cristian Tudor Popescu, doctor în cinematografie și profesor asociat la UNATC, considera Ultimul cartuș drept un film cu caracter politic și propagandistic al epocii comuniste, care descrie lupta comuniștilor în ilegalitate și în perioada cuceririi puterii.

## Premii
Regizorul Sergiu Nicolaescu a primit în 1973 Premiul pentru regie al Asociației Cineaștilor din România (ACIN) pentru filmul Ultimul cartuș (ex-aequo cu Gheorghe Vitanidis pentru filmul Ciprian Porumbescu). De asemenea, actorul Ilarion Ciobanu a primit Premiul pentru interpretare masculină al ACIN pentru rolurile din filmele Ultimul cartuș, Conspirația și Departe de Tipperary.